# Leporinus jatuncochi
 Leporinus jatuncochi és una espècie de peix d'aigua dolç de la família dels anostòmids i de l'ordre dels caraciformes.
Viu en zones de clima tropical a la conca del riu Napo a l'Equador a Sud-amèrica.